# اوکتیابرسکویه (شهرستان کیزلیار، داغستان)
اوکتیابرسکویه (به لاتین: Oktyabrskoye) یک منطقهٔ مسکونی در روسیه است که در شهرستان کیزلیارسکی واقع شده‌است.